# Daniel Bouchez
Pour les articles homonymes, voir Bouchez.
 (septembre 2019).
Si vous disposez d'ouvrages ou d'articles de référence ou si vous connaissez des sites web de qualité traitant du thème abordé ici, merci de compléter l'article en donnant les références utiles à sa vérifiabilité et en les liant à la section « Notes et références ».
Daniel Bouchez, né le 21 novembre 1928 à Armentières (Nord) et mort le 17 avril 2014 à Villemoisson-sur-Orge (Essonne), est un enseignant et chercheur français, spécialiste de la littérature classique coréenne.

## Biographie
Il est licencié d'enseignement en philosophie (Université de Lille, 1950), licencié de théologie (Institut catholique de Paris, 1955), lauréat de théologie (Université grégorienne, Rome, 1957) et  doctorat de 3e cycle en études extrême-orientales (Université Paris 7, 1975).
Il est maître-assistant à professeur de philosophie au Catholic College de Séoul en Corée (1958-1970), attaché de recherche au CNRS (1972-1978), chargé de recherche au CNRS (1978-1986), directeur de recherche au CNRS (1986-1994). Enfin, en septembre 1994, il est nommé directeur de recherche honoraire au CNRS.
Chargé de cours à l'université Paris 7, Unité Asie orientale (1971-1993), chargé de conférences, Histoire & philologie coréennes, École pratique des hautes études, IVe section (1977-1988), responsable de la Jeune équipe Études coréennes du CNRS (1984-1985), membre du conseil scientifique de l’Université Paris 7 (1982-1986), président de l'Association pour les études coréennes en Europe (Association for Korean Studies in Europe, AKSE) (1986-1988), directeur de l’Unité de Formation et de Recherche (UFR) Asie orientale, Université Paris 7 (1988-1990), fondateur et directeur de l'Unité de Recherche Associée (URA) Études coréennes du CNRS associée à l'université Paris 7 (1990-1994), membre du conseil d’administration et du conseil scientifique de l'École française d'Extrême-Orient, représentant en Corée de l'École Française d'Extrême-Orient (EFEO) (1995–1997), il a été président de l’Association pour l’Accès aux Soins et l’Insertion des Réfugiés et des Exclus (ASIRE) de 2001 à 2003.
Il meurt le 17 avril 2014 à Villemoisson-sur-Orge (Essonne). Ses obsèques ont lieu à Arpajon le 24 avril 2014, suivis de l'inhumation à Saint-Michel-sur-Orge. 
Il était chevalier de la Légion d'honneur[réf. nécessaire].

## Publications

### Ouvrages
- Tradition, traduction & interprétation d'un roman coréen, le Namjŏng ki , Mémoires du Centre d'études coréennes, volume V, Collège de France, Paris, 1984, 237 pages.
- En collab. avec Cho Dong-il, Histoire de la littérature coréenne, des origines à 1919, Paris, Fayard, 2002, 423 pages.
- Twenty Papers on Korean Studies offered to Prof. W.E. Skillend, Daniel Bouchez, Robert. C. Provine & R. Whitfield edit., in D. Bouchez, Cahiers d'études coréennes no 5, Collège de France, Paris, 1989, 414 pages.

### Éditions ou rééditions de textes
- Yòng-in ko sosòl p'an'gak pon ch'ònjip (Collection complète en fac-simile des xylographies de romans coréens anciens), sous la dir. de Kim Tong-uk & avec la collab. de W.E. Skillend, Séoul, 1973-1975, 5 vol., vol. 4 & 5.
- Maurice Courant, Études coréennes, avertissement de D. Bouchez, Cahiers d'études coréennes no 1, Collège de France, Paris, 1983, 293 pages.
- Maurice Courant, La Corée ancienne à travers ses livres, (rééd. de l'Introduction de la Bibliographie coréenne, 1894), avant-propos & index de D. Bouchez, Cahiers d'études coréennes no 2, Collège de France, Paris, 1985, 194 pages.
- Maurice Courant, Répertoire historique de l'administration coréenne, ms. inédit en fac-simile, présentation de D. Bouchez, index avec transcriptions modernisées, Collège de France, Paris, 1986, XIV-XII-436 pages.

### Articles
- Cinquante ans d'orientalisme en France (1922-1972), Les études coréennes, Journal asiatique, CCLXI (1973), p. 247 à 253.
- Fransu-no Chôsen kenkyû (Les études coréennes en France), Kan, Tokyo, 3-2, févr. 1974, p. 75 à 82.
- Le roman coréen Namjòng ki et l'affaire de la reine Min, Journal asiatique, CCLXIV (1976), p. 405 à 451.
- Namjòng ki-e taehan il koch'al (Recherche sur le Namjòng ki), Asea yòn'gu XX-1 (janvier 1977), p. 189 à 211.
- Les propos de Kim Ch'un-t'aek sur le Namjòng ki, Mélanges de coréanologie offerts à M. Charles Haguenauer, Mémoires du Centre d'études coréennes, volume 1, Collège de France, Paris, 1979, 171 pages, p. 1 à 43.
- Kisaengs, medium of the vernacular, Korean Culture, Los Angeles, no 2-2 (1981-6), p. 20 à 27.
- Namjòng ki hanmunbon ko (Étude des versions chinoises du Namjòng ki), Paegyòng Chòng Pyòng-uk sònsaeng hwan'gap kinyòm nonch'ong (Mélanges offerts à M. Chòng Pyòng-uk en souvenir de son 60e anniversaire), Sin'gu munhwa sa, Seoul, 1982, p. 600 à 673. Rééd. : Han'guk kojòn munhak yòn'gu (Études de littérature coréenne classique), 1983, 439 p., p. 54 à 67.
- Maurice Courant et Mgr Mutel (en coréen), Ch'oe Sòg-u sinbu hwan'gap kinyòm nonmunjip (Mélanges d'histoire de l'Église de Corée offerts à l'abbé Ch'oe Sòg-u en souvenir de son 60e anniversaire), Séoul, Han'guk kyohoesa yòn'guso, 1982, 751 pages, p. 341 à 352.
- La recherche en littérature coréenne ancienne, Le Courrier du CNRS, no 48, 1982, p. 75 à 77.
- Un défricheur méconnu des études extrême-orientales, Maurice Courant (1865-1935), CCLXXI (1983), p. 43 à 150. Réédité : Revue de Corée, vol. 20, no 1 & 2 (printemps & été 1988).
- Puk-hòn chib-ùi Namjòng ki sòl (Les propos sur leNamjòng ki dans les œuvres de Puk-hòn), Tongbang hakchi no 43 (1984-9), p. 143 à 175.
- Buddhism and Neo-Confucianism in Kim Man-jung'sRandom Essays, The Rise of Neo-Confucianism in Korea, Wm. Th. de Bary and Jahyun Kim Haboush editors, Columbia University Press, New-York, 1985, 551 pages, p. 445 à 472.
- Han'gukhag-ùi sòn'guja Maurice Courant (Un précurseur des études coréennes, Maurice Courant), Tongbang hakchi, no 51 & 52, 1986.
- Le cas coréen. La longue émergence d'un alphabet en milieu idéographique, Espaces de la lecture, sous la dir. d'A.-M. Christin, éd. Retz, Paris, 1988, 269 pages, p. 102 à 107.
- L'illettrisme en Corée. Aperçu historique, Illettrismes. Études et recherche, sous la direction de Béatrice Fraenkel, Centre Georges Pompidou, 1993, 305 p., p. 119 à 128.
- Kuun mong chòjak ònò pyònjùng (Considérations sur la langue de composition du Kuun mong), Han'guk hakpo, no 68, automne 1992, p. 31 à 61.
- Kuun mong-e issòsò Ch'o-ùi so-e kwanhan myòt kaji inyu (Quelques allusions aux sao de Chu dans le Kuun mong), Haebang 50 chunyòn, segye sog-¡i han'gukhak, Inch'òn Corée, Inha University, 1995, 490 p., p. 465 à 480.
- La langue d'origine du roman coréen Rêve de neuf nuages, Bulletin de l'École Française d'Extrême-Orient, no 82 (1995), p. 111 à 141.
- P'ùrangsù kùktong yòn'guwòn saòp (L'œuvre de l'École française d'Extrême-Orient), Asea yòn'gu, XXVIII-2, 1995-7, p. 175 à 189.
- Wònmun pip'yòng-ùi pangbòmnon-e kwanhan sogo (Réflexions sur la méthodologie en critique textuelle), Tongbang hakchi, no 95 (1997-3), p. 143 à 172.
- L’École Française d'Extrême-Orient et la Corée, Culture coréenne, no 46, 7-1997, p. 18-22.
- L'écriture en Corée, Histoire de l'écriture, Paris, Flammarion, 2001, 405 p., p. 154-155.
- L’alphabet coréen, in Histoire de l’écriture, sous la direction d’Anne-Marie Christin, Paris, Flammarion, 2002, 405 pages, p. 154 & 155.
- Confucianism and Literature in Korea, in Routledge Curzon Encyclopedia of Confucianism, Xinzhong Yao ed., Londres et New-York, 2003.
- Littérature et confucianisme en Corée, in Culture coréenne, no 66, 4-2004.

### Traductions
- Cho Dong-il, Un problème de terminologie en histoire des littératures. Étude d'un terme chinois utilisé dans les trois pays d'Extrême-Orient, xiaoshuo, sosòl, shôsetsu, trad. du coréen dans : Bulletin de l'École française d'Extrême-Orient, no 84 (1997), p. 221 à 248.

### Conférences
- 2001 : Korea University, Séoul, La recherche en Europe sur les romans coréens en chinois (donnée en coréen).
- 2002 : Académie de Corée, La littérature coréenne dans l’univers francophone (donnée en coréen).
- 2003 : Bibliotheca Alexandrina, Alexandrie (Égypte), Les écritures multiples de la Corée.
- 2003 : Musée Guimet, Le confucianisme en Corée.
- 2004 : Harvard University, Looking through an old Korean Novel, Kuunmong